# William Pitt l'Ancien
Pour les articles homonymes, voir William Pitt et Pitt.
William Pitt l'Ancien (15 novembre 1708 – 11 mai 1778), 1er comte de Chatham, est un homme d'État whig britannique premier ministre et Lord du sceau privé de 1766 à 1768. Il est ainsi surnommé pour le distinguer de son fils, William Pitt le Jeune, Premier ministre de 1783 à 1801 et de 1804 à sa mort en 1806. Il était également surnommé The Great Commoner (le Grand Roturier) du fait de sa longue réticence à accepter un titre de noblesse jusqu'en 1766.

## Enfance

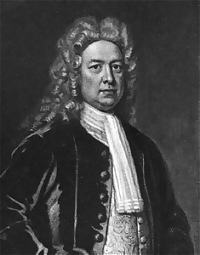
Gouverneur Thomas « Diamond » Pitt.

Pitt est le petit-fils de Thomas Pitt (1653 – 1726), gouverneur de Madras connu sous le surnom de « Diamond » Pitt car il a découvert et vendu un diamant d'une taille extraordinaire au duc d'Orléans pour environ 135 000 livres. Cette vente ainsi que les revenus de commerce en Inde fondèrent la fortune de la famille Pitt. Après son retour en Angleterre, le gouverneur achète la propriété de Boconnoc en Cornouailles qui lui fournit le contrôle d'un siège au parlement. Il fait d'autres achats et devient l'une des figures politiques dominantes dans le West Country en contrôlant des sièges comme dans le bourg pourri d'Old Sarum.
Le père de William est Robert Pitt (1680 – 1727), le fils ainé du gouverneur Pitt, qui siège au parlement britannique avec le parti Tory entre 1705 et 1727. Sa mère est Harriet Villiers, la fille d'Edward Villiers et de l'héritière du Royaume d'Irlande Katherine FitzGerald. Les deux oncles paternels de William, Thomas et John sont des députés tandis que sa tante Lucy est mariée à un des chefs du parti Whig, le général James Stanhope. Entre 1717 et 1721, Stanhope joue le rôle de premier ministre, même si la fonction n'existe pas encore officiellement et est un contact politique privilégié pour la famille Pitt jusqu'à ce que l'effondrement de la Compagnie de la mer du Sud ne fasse chuter son gouvernement.
William Pitt est né à Golden Square, Westminster, le 15 novembre 1708. Son frère ainé, Thomas Pitt est né en 1704. William a également cinq sœurs, Harriet, Catherine, Ann, Elizabeth et Mary. À partir de 1719, William est scolarisé au Eton College avec son frère. William n'apprécie pas Eton, avançant plus tard qu'une « école privée pouvait convenir à un garçon turbulent mais pas à un enfant doté d'une quelconque douceur ». C'est à cette période que Pitt commence à souffrir de goutte. En 1726, le gouverneur Pitt meurt et la propriété familiale à Boconnoc est transmise au père de William. Lorsque Robert meurt un an plus tard, c'est le frère aîné de William, Thomas Pitt qui hérite de la propriété.
En janvier 1727, William entre comme roturier au Trinity College d'Oxford. S'il n'est pas un érudit en littérature antique, il est un lecteur assidu et Démosthène est son auteur favori. À cette époque, il devient un ami proche de George Lyttelton qui devient plus tard un homme politique influent. En 1728, un violent accès de goutte l'oblige à quitter l'université d'Oxford sans avoir terminé ses études. Il choisit alors de voyager en France et en Italie lors d'un Grand Tour et entre 1728 et 1730, il étudie à l'Université d'Utrecht dans les Provinces-Unies. Il récupère des accès de goutte mais la maladie se révèle incurable et il en est victime jusqu'à la fin de sa vie.

### Carrière militaire

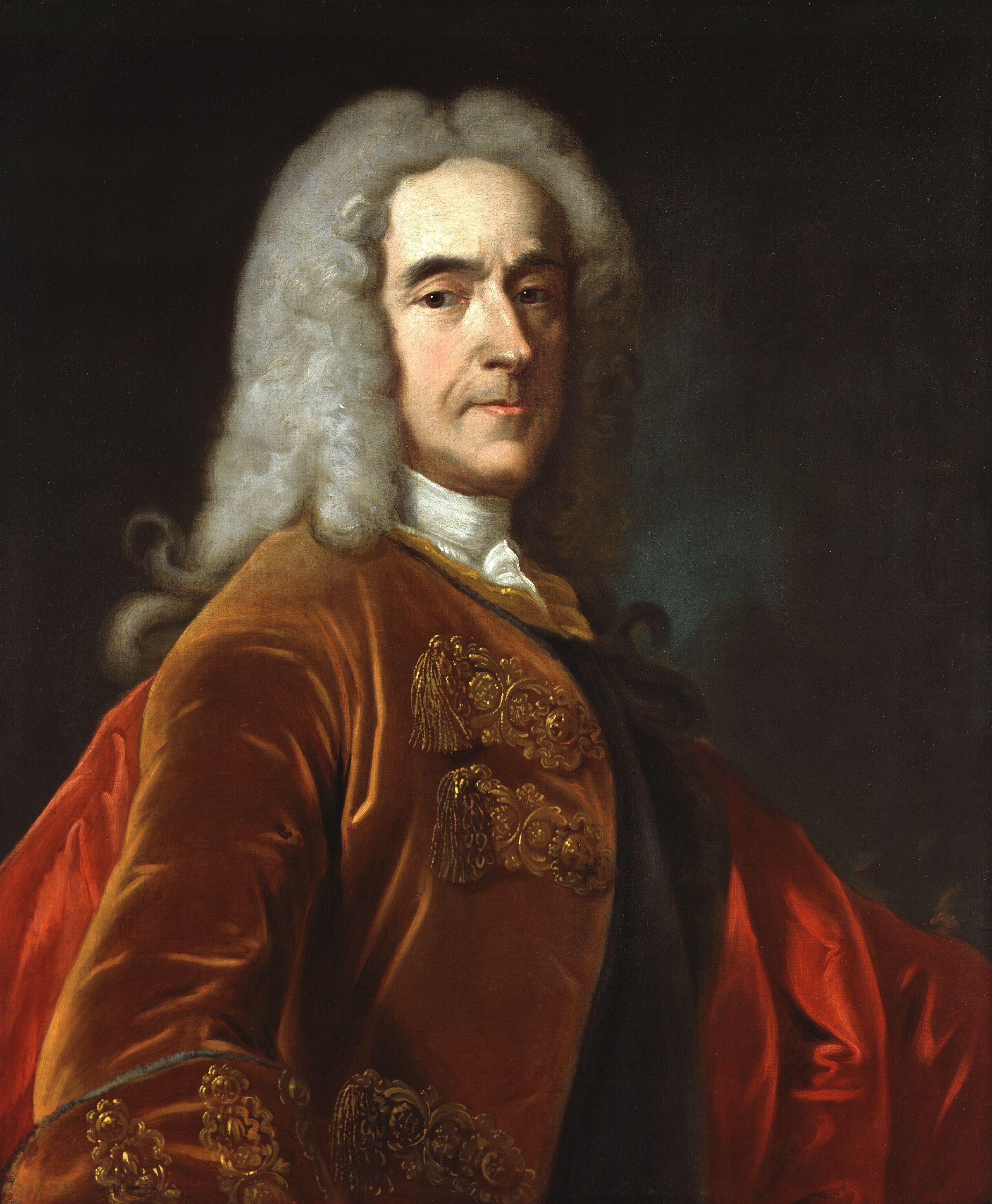
Lord Cobham fut le commandant et l'un des mentors politiques de Pitt.

Lorsque Pitt rentre en Angleterre en 1730, il lui est nécessaire, en tant que fils cadet, de choisir une profession. Durant environ 18 mois, Pitt réside dans la propriété de son frère en Cornouailles. Il réfléchit à la possibilité de rejoindre l'Église d'Angleterre mais opte à la place pour une carrière militaire. Ayant rejoint l'armée, il obtient, grâce au soutien de ses amis le grade de cornette dans une unité de dragons. Il est avancé qu'une commission de 1 000 £ a été fournie par le premier ministre Robert Walpole sur les fonds du Trésor pour obtenir le soutien du frère de William, Thomas, au parlement. Cependant, la somme aurait été annulée par le commandant du régiment, Lord Cobham, qui était lié aux frères Pitt par les liens du mariage.
Pitt se rapproche de Cobham qu'il considère comme un père de substitution. Il est stationné pour la plus grande partie de son service à Northampton. Pitt est particulièrement frustré par le fait que, du fait de la politique isolationniste du premier ministre, le Royaume-Uni n'est pas entré dans la Guerre de Succession de Pologne qui débute en 1733 et William n'a pas eu l'occasion de combattre. En 1733, Pitt obtient une permission prolongée et il voyage une nouvelle fois en Europe continentale. Il visite brièvement Paris mais passe la plus grande partie de son temps en province. Il s'agit de la deuxième et dernière fois que Pitt quitte l'Angleterre.
La carrière militaire de Pitt devait être relativement courte. Son frère ainé Thomas pouvait briguer deux postes lors des élections de 1734. Il choisit de siéger pour Okehampton et William reçoit le siège d'Old Sarum. Ainsi, en février 1735, William Pitt entre au parlement comme représentant d'Old Sarum.

## Montée en puissance

### Patriot Whigs
Pitt rejoint rapidement la faction mécontente des Whigs connue sous le nom de Patriots qui fait partie de l'opposition. Le groupe a l'habitude de se rassembler à la Stowe House, la propriété de Lord Cobham, qui est l'un des leaders de la faction. Cobham est initialement un partisan du gouvernement de Walpole, mais des tensions sur la controversée Excise Bill de 1733 l'ont poussé à rejoindre l'opposition. Pitt devient rapidement l'un des membres les plus influents de la faction.
Pitt fait son premier discours à la Chambre des Communes en avril 1736 à l'occasion du débat sur la lettre de félicitation à transmettre au roi George II pour le mariage de son fils Frédéric de Galles. Il s'attaque ensuite à la politique de non-intervention du pays dans la guerre en Europe qu'il considère en violation du Traité de Vienne et des termes de l'alliance avec l'Autriche. Il devient un tel critique du gouvernement que Walpole le punit en arrangeant son licenciement de l'armée en 1736 avec plusieurs de ses alliés et amis politiques. Cela provoque une vague d'hostilité envers Walpole car beaucoup considèrent cet acte comme inconstitutionnel du fait de la liberté d'expression des parlementaires. Cependant aucun des hommes n'est réintégré dans l'armée et l'incident met un terme à la carrière militaire de Pitt mais cette perte est rapidement compensée. L'héritier au trône, Frédéric de Galles est impliqué dans une longue querelle avec son père, Georges II et est le chef de l'opposition. Il nomme Pitt au poste de Groom of the Chamber en récompense.

### Guerre avec l'Espagne
Pour un article plus général, voir Guerre de l'oreille de Jenkins.
Dans les années 1730, les relations entre la Grande-Bretagne et l'Espagne se détériorent. Des cas répétés de mauvais traitements de marchands britanniques par les Espagnols, en particulier l'incident de l'oreille de Jenkins provoquent la colère des Britanniques. Pitt est partisan d'une ligne dure envers l'Espagne et attaque fréquemment le gouvernement Walpole pour sa faiblesse lors des négociations avec Madrid. Pitt attaque la Convention d'El Pardo visant à régler la dispute pacifiquement.
Poussé par la pression populaire, le gouvernent britannique est forcé de déclarer la guerre à l'Espagne en 1739. La guerre commence par une victoire britannique à Portobelo. Cependant, la guerre se prolonge et Pitt accuse le gouvernement de ne pas mener la guerre efficacement ; Ainsi la Grande-Bretagne attend deux ans avant de mener de nouvelles offensives par crainte que les victoires n'entrainent l'entrée en guerre de la France. Lorsqu'ils se décident à passer à l'offensive, un assaut désastreux mené sur le port sud-américain de Carthagène coûte la vie à plusieurs milliers de soldats britanniques, presque tous de maladie. La décision de lancer l'attaque durant la saison humide est considérée comme une preuve supplémentaire de l'incompétence du gouvernement.
Après cela, la guerre coloniale contre l'Espagne est presque entièrement abandonnée car les ressources britanniques sont détournées contre la France lors du déclenchement de la guerre de Succession d'Autriche. La guerre avec l'Espagne se termine par un statu quo ante bellum et beaucoup des tensions sous-jacentes au conflit restent non résolues par le Traité de Madrid, ce qui présage de futurs conflits. Pitt considère la guerre comme une occasion manquée de profiter du déclin de la puissance espagnole même s'il se fait ultérieurement l'avocat de relations plus amicales avec l'Espagne afin d'isoler la France.

### Hanovre

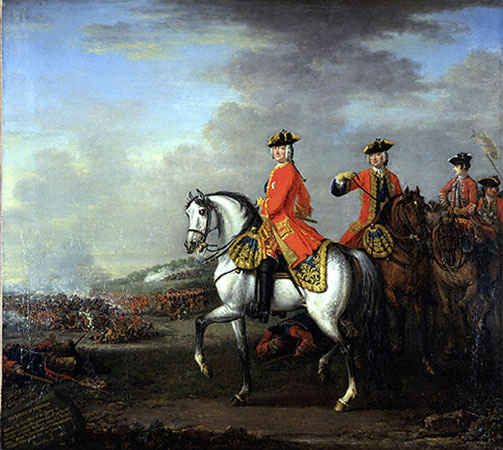
George II menant ses forces à la victoire lors de la Bataille de Dettingen en 1743. Les attaques de Pitt sur le soutien britannique au Hanovre allait ternir leurs relations durant vingt ans.

Walpole et Newcastle donnent maintenant à la guerre en Europe, une plus grande priorité qu'au conflit colonial avec l'Espagne dans les Amériques. La Prusse et l'Autriche entrent en guerre en 1740 et sont bientôt suivies par de nombreux autres pays européens. Les Britanniques s'inquiètent du fait que la France pourrait lancer une invasion du Hanovre qui est lié à la Grande-Bretagne au travers du roi Georges II. Pour éviter une telle éventualité, Walpole et Newcastle décident de fournir une large subvention à l'Autriche et au Hanovre pour qu'ils puissent se défendre.
Pitt lance alors une attaque sur ces aides en jouant sur les larges sentiments anti-Hanovre des Britanniques. Cela accroit sa popularité mais lui vaut la haine du roi qui est émotionnellement lié au Hanovre où il a passé les trente premières années de sa vie. En réponse aux attaques de Pitt, le gouvernement britannique décide de ne pas donner la subvention directement au Hanovre mais de passer par l'intermédiaire de l'Autriche, ce qui est considéré comme politiquement plus acceptable. Une forte armée anglo-allemande, commandée par George II, est formée et remporte la victoire lors de la Bataille de Dettingen en 1743, ce qui réduit la menace immédiate sur le Hanovre.

### Chute de Walpole
De nombreuses attaques de Pitt envers le gouvernement visent directement Robert Walpole qui est premier ministre depuis vingt ans. En 1742, il se prononce en faveur d'une enquête sur les dix dernières années de l'administration Walpole. En février 1742, à la suite des mauvais résultats électoraux et du désastre de Carthagène, Walpole démissionne.
Pitt espère maintenant qu'un nouveau gouvernement serait formé, mené par Pulteney, dominé par les Tories et les Patriots et où il espère obtenir un poste. Cependant, le nouveau premier ministre est Lord Wilmington bien que le réel pouvoir soit partagé entre Lord Carteret et les frères Pelham (Henry et Thomas). Walpole a minutieusement orchestré cette succession et conseille le nouveau gouvernement jusqu'à sa mort en 1745. Les espoirs de Pitt d'obtenir un rôle dans l'administration sont déçus et il reste dans l'opposition. Par conséquent, il n'obtient aucun bénéfice personnel de la chute de Walpole à laquelle il a grandement contribué.
L'administration formée par les Pelhams en 1744, après la démission de Carteret, inclut de nombreux anciens Patriotes alliés de Pitt mais Pitt n'obtient pas de poste du fait de l'hostilité du roi et de nombreux leaders Whigs concernant sa position sur le Hanovre. En 1744, Pitt voit sa fortune considérablement augmentée lorsque la duchesse de Marlborough meurt en lui laissant un héritage de 10 000 £ en témoignage de son « action pour la défense des lois de Grande-Bretagne ».

## Paymaster of the Forces
C'est avec une profonde réticence que le roi accepte finalement de donner à Pitt une place dans le gouvernement. Pitt a fait évoluer sa position sur de nombreux points pour se rendre plus acceptable par le roi, en particulier sur la question épineuse du soutien financier au Hanovre. Il reçoit le poste de vice-trésorier d'Irlande en février 1746.
En mai, Pitt est promu au poste plus important et rémunérateur de Paymaster of the Forces (financier de l'armée) qui lui donne une place dans le conseil privé même s'il ne peut pas accéder au cabinet. Il a ainsi l'occasion de montrer son intégrité et son esprit public d'une façon qui impressionne le roi et le pays. Les anciens paymasters avaient l'habitude de s'approprier les intérêts de tout l'argent qu'ils avaient entre les mains et recevaient une commission de 0,5 % sur toutes les subventions à l'étranger. Même s'il n'y avait pas une forte opposition publique envers cette pratique, Pitt refuse d'en profiter. Toutes les sommes sont placées par lui-même au sein de la Banque d'Angleterre et toutes les subventions sont payées sans détournement ainsi Pitt ne touche que le salaire qui lui est légalement attribué. Cela aide grandement à établir sa réputation d'honnêteté et de serviteur de la nation auprès du peuple.
La seconde administration Pelham formée en 1746 reste en place sans changements majeurs jusqu'en 1754. Il apparait, grâce à la correspondance de Pitt, que son influence sur la politique est importante en dépit de son poste relativement inférieur. Son soutien à certaines mesures, comme le traité avec l'Espagne ou les subventions à l'étranger, auxquelles il s'est violemment opposé lorsqu'il était dans l'opposition est critiqué par ses adversaires comme un exemple d'opportunisme politique.
Entre 1746 et 1748, Pitt travaille en étroite collaboration avec Newcastle pour formaliser la stratégie diplomatique et militaire de la Grande-Bretagne. Il partage avec Newcastle l'idée que le Royaume-Uni devait continuer le combat jusqu'à obtenir une offre de paix généreuse, à la différence de certains comme Henry Pelham qui souhaitent une paix immédiate. Pitt est affecté par la perte de son ami et beau-frère Thomas Grenville qui est tué lors de la première bataille navale du cap Finisterre en 1747. Cependant, cette victoire assure la suprématie navale britannique et lui offre une position de force lors des négociations de paix. Lors du Traité d'Aix-la-Chapelle en 1748, les conquêtes coloniales britanniques sont échangées contre le retrait français de Bruxelles. Beaucoup voyaient dans cet accord un simple armistice avant un nouveau conflit.

### Tensions avec Newcastle
En 1754, Henry Pelham meurt soudainement et son frère, le duc de Newcastle devient Premier ministre. Comme Newcastle siège à la Chambre des lords, il a besoin d'un homme politique influent pour représenter le gouvernement à la Chambre des Communes. Pitt et Henry Fox sont considérés comme les favoris pour cette mission mais Newcastle décide de se tourner vers la figure bien moins connue de Thomas Robinson, un diplomate de carrière, pour occuper le poste. Il est largement suggéré que Newcastle a fait ce choix car il craignait les ambitions de Pitt et de Fox et qu'il aurait moins de difficultés à dominer l'inexpérimenté Robinson.
En dépit de cette déconvenue, les hostilités ne sont pas ouvertes entre Pitt et Newcastle. Pitt reste à son poste et lors des élections générales de 1755, il accepte même une nomination pour le bourg pourri du duc d'Aldborough. Le gouvernement remporte largement les élections qui renforcent la majorité au pouvoir.

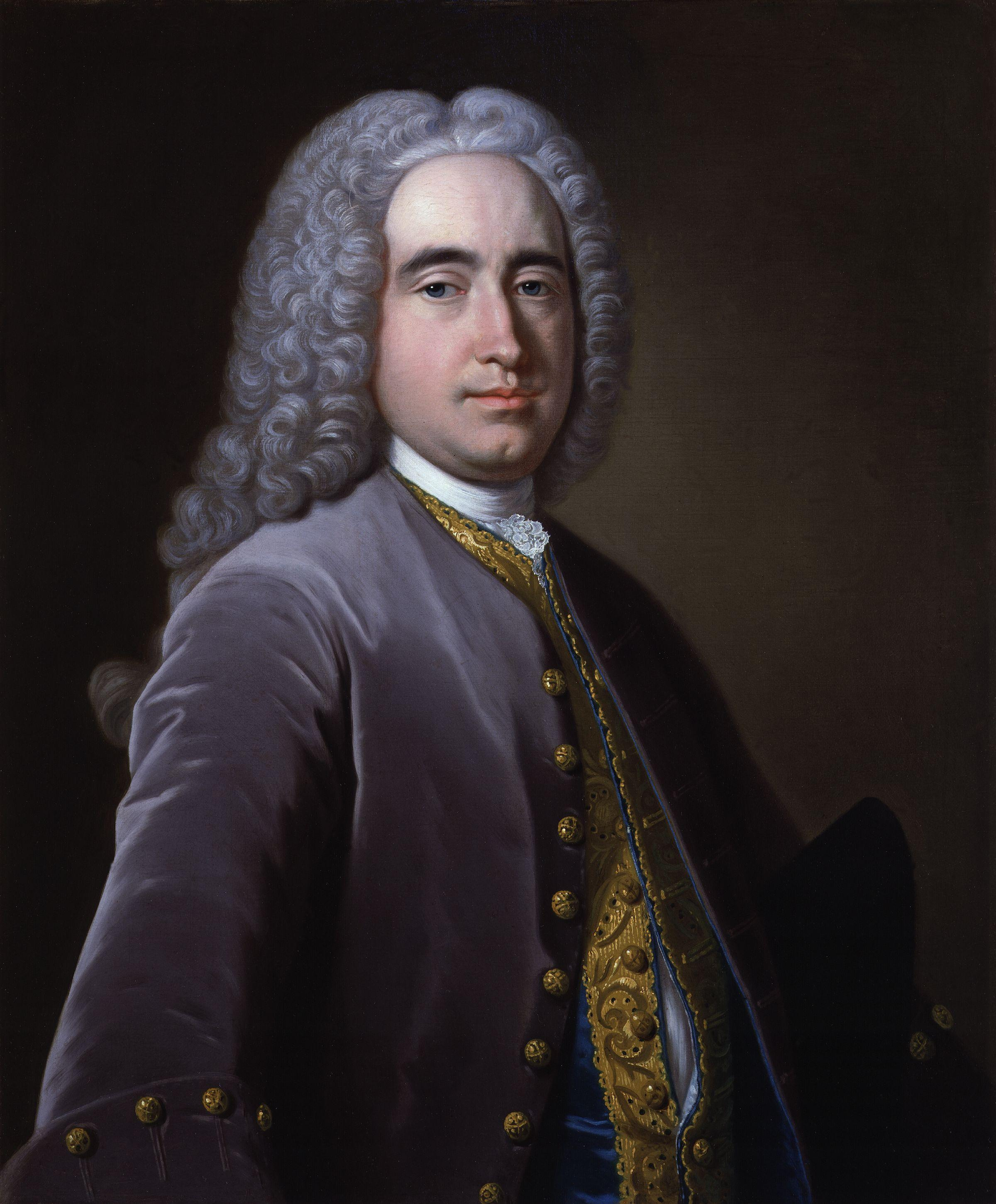
Le grand rival de Pitt, Henry Fox.

Cependant, lorsque le parlement se rassemble, il ne fait aucun secret de ses sentiments. Ignorant Thomas Robinson, Pitt lance de fréquentes et véhémentes attaques sur Newcastle même s'il continue de servir en tant que paymaster dans son gouvernement. À partir de 1754, le Royaume-Uni se retrouve poussé dans un conflit avec la France en dépit des efforts de Newcastle pour maintenir la paix. Les deux pays s'affrontent en Amérique du Nord pour le contrôle de la Vallée de l'Ohio. Une expédition menée par le général Braddock est battue à l'été 1755 ce qui aggrave les tensions.
Soucieux d'empêcher une nouvelle guerre en Europe, Newcastle tente de conclure une série de traités qui permettraient de protéger les alliés de la Grande-Bretagne en leur fournissant un soutien financier ; Il espère ainsi décourager la France d'attaquer le Royaume-Uni. Des soutiens similaires ont déjà, dans le passé, été une source de désaccord et ils sont largement attaqués par les Patriots et les Tories. Comme le gouvernement devient de plus en plus attaqué, Newcastle remplace Robinson par Fox qui dispose d'un poids politique plus important et une nouvelle fois, il déçoit Pitt.
Finalement en novembre 1755, Pitt est renvoyé de son poste de paymaster après avoir longuement argumenté contre le nouveau système de soutien continental proposé par son gouvernement lors d'un débat. Fox conserve son poste et si les deux hommes continuent d'être dans le même parti et servent ultérieurement dans le même gouvernement, il y a dorénavant une profonde rivalité entre eux qui présage la célèbre opposition entre leurs deux fils.
Les relations de Pitt avec le duc s'aggravent encore au début de l'année 1756 lorsqu'il est avancé que Newcastle a délibérément abandonné l'île de Minorque, mal protégée pour que les Français s'en emparent, et qu'il espérait ainsi exploiter cette perte pour prouver que la Grande-Bretagne n'était pas prête à une guerre contre la France et lancer des négociations de paix. Lorsqu'en juin 1756, Minorque tombe après une tentative malheureuse de l'Admiral Byng pour la soutenir, les allégations de Pitt alimentent la haine publique envers Newcastle, il est ainsi attaqué par une foule en colère à Greenwich. La perte de Minorque fait voler en éclats la confiance en Newcastle et il est forcé de démissionner de son poste de Premier ministre en novembre 1756.

## Southern Secretary
En décembre 1756, Pitt, qui est le représentant d'Okehampton, devient Secrétaire d'État au Département du Sud et leader de la Chambre des communes sous le mandat de premier ministre du Duc de Devonshire. Lors de son entrée dans la coalition, Pitt déclare à Devonshire : « My Lord, je suis sûr de pouvoir sauver ce pays et personne d'autre n'en est capable ».
Cependant, sa volonté de rejoindre la nouvelle administration à la condition que Newcastle n'en fasse pas partie se révèle fatale au nouveau gouvernement. Le roi lui étant toujours défavorable et Newcastle, dont l'influence est encore importante aux Communes, mis à l'écart, il est impossible de mener un gouvernement sur la seule base d'un soutien populaire bien que très largement en sa faveur. L'historien Basil Williams avance qu'il s'agissait de la première fois dans l'histoire du Royaume-Uni qu'un « homme était appelé au pouvoir suprême par la voix du peuple au lieu d'une nomination par le roi ou le parlement ».
En avril 1757 Pitt est démis de son poste du fait de son opposition à la politique continentale et sur les conditions entourant le jugement en cour martiale et l'exécution de l'amiral John Byng. Cependant, son influence qui est trop faible pour le maintenir à son poste est trop forte pour qu'il soit simplement mis à l'écart. L'opinion publique est largement en sa faveur. Peu de ministres britanniques ont reçu tant de preuves de confiance et d'admiration de la part du peuple. La Cité de Londres lui offre même les premières Clés de la ville jamais décernées. Après plusieurs semaines de négociations, il est finalement réintégré à son poste.

## Guerre de Sept Ans
Pour un article plus général, voir Guerre de Sept Ans.

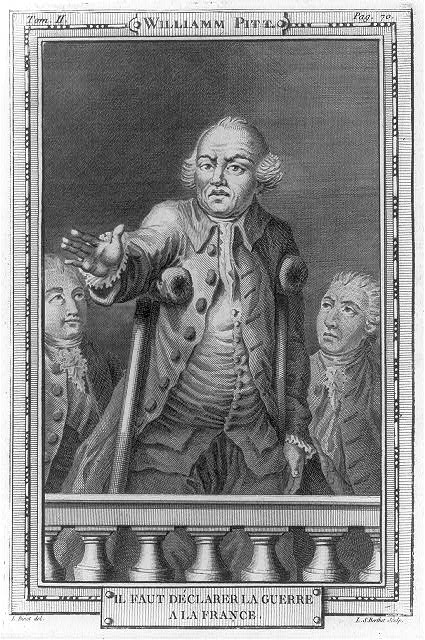
Louis-Sébastien Berthet : « Nous devons déclarer la guerre à la France ». Cette curieuse représentation de Pitt lors d'un discours au parlement veut montrer son opposition absolue à la France sur les questions coloniales (musée Carnavalet).

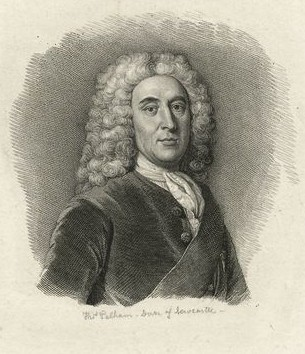
Le duc de Newcastle avec qui Pitt forma un étrange partenariat politique à partir de 1757.

Une coalition avec Newcastle est formée en juin 1757 et reste en place jusqu'en octobre 1761. Elle rassemble de nombreuses factions et est construite sur le partenariat de Pitt et de Newcastle qui semblait impossible quelques mois auparavant. Les deux hommes demandent à Lord Chesterfield de servir d'intermédiaire et se répartissent le pouvoir d'une façon qui convenait aux deux. Au cours des derniers mois, la Grande-Bretagne a été virtuellement sans dirigeant même si le duc de Devonshire exerce nominalement en tant que premier ministre mais maintenant Pitt et Newcastle sont prêts à orienter décisivement la politique étrangère britannique.

### Premiers défis
À l'été 1757, l'effort de guerre britannique au cours des trois dernières années a globalement été un échec. Les tentatives britanniques d'offensive en Amérique du Nord ont été des désastres, Minorque est tombée et l'armée du duc de Cumberland se retire dans le Hanovre après la Bataille de Hastenbeck. En octobre, Cumberland est forcé de signer la Convention de Klosterzeven qui sort le Hanovre de la guerre. L'invasion française du Hanovre menace la Prusse alors alliée de la Grande-Bretagne qui devait déjà faire face à la menace de la Russie, de l'Autriche, de la Saxe et de la Suède.
Même si la saison de campagne est déjà bien avancée quand il arrive au pouvoir, Pitt se concentre sur une stratégie plus affirmée. Il conspire avec de nombreuses personnalités pour persuader le Hanovre de révoquer la Convention et d'entrer en guerre du côté britannique, ce qu'il fait à la fin de l'année 1757. Il met également en place le concept de Naval Descents qui prévoit des débarquements sur la côte française. Le premier d'entre eux, le Raid de Rochefort a lieu en septembre mais n'est pas un succès. Le point d'orgue de la campagne en Amérique, une expédition pour capturer Louisbourg est annulée du fait de la présence d'une large force française et d'une violente tempête qui endommage la flotte britannique.

### 1758
En 1758, Pitt commence à mettre en pratique sa nouvelle stratégie pour remporter la guerre de Sept Ans qui implique d'immobiliser le plus possible de ressources et de troupes françaises en Allemagne tandis que la Grande-Bretagne exploiterait sa suprématie navale pour s'emparer des possessions françaises tout autour du monde. À la suite de la prise d'Emden, il ordonne le déploiement des premières troupes britanniques sur le continent européen sous le commandement du duc de Marlborough qui rejoignent l'armée du duc de Brunswick. Il s'agit d'un retournement complet par rapport à ses positions antérieures car il s'était fortement opposé à un tel acte.
Pitt est convaincu par un marchand américain Thomas Cumming de lancer une expédition contre les comptoirs commerciaux français en Afrique de l'Ouest. En avril 1758, le fort de Saint-Louis du Sénégal, mal défendu, est pris par les forces britanniques. La mission est un tel succès que Pitt lance d'autres expéditions pour capturer l'île de Gorée et la Gambie plus tard dans l'année. Il prévoyait également d'attaquer les îles françaises dans les Caraïbes l'année suivante sur une proposition du planteur de Jamaïque William Beckford.
En Amérique du Nord, une seconde tentative britannique pour capturer Louisbourg est couronnée de succès. Cependant, cette victoire est tempérée par l'annonce d'une sévère défaite à la Bataille de Fort Carillon. Vers la fin de l'année, l'expédition Forbes s'empare du site de Fort Duquesne et entame la construction d'une implantation britannique qui devient Pittsburgh. Celle-ci donne aux Britanniques le contrôle de la Vallée de l'Ohio qui a été la principale cause de la guerre.
En Europe, les forces de Brunswick connaissent une année mitigée. Brunswick a franchi le Rhin mais devant la menace d'être coupé de ses arrières, il s'est retiré et a empêché toute avancée française vers le Hanovre grâce à sa victoire lors de la Bataille de Krefeld. L'année se termine sur un quasi statu quo en Allemagne. Pitt poursuit ses raids sur les côtes françaises en 1758 mais après le désastre de la Bataille de Saint-Cast, aucune autre expédition n'est lancée. À la place, les navires et les troupes sont utilisés pour des expéditions sur les Antilles françaises. L'idée de débarquements amphibies est la seule politique de Pitt durant la guerre qui se révèle être un échec même si elle permet de soulager brièvement la pression sur le front allemand en immobilisant les troupes françaises pour la protection des côtes.

### Annus Mirabilis
En France, un nouveau dirigeant, le Duc de Choiseul est récemment arrivé au pouvoir et 1759 offre un duel entre les stratégies des deux pays. Pitt veut poursuivre son plan visant à immobiliser les forces françaises en Allemagne tout en continuant les attaques sur les colonies françaises. Choiseul espère repousser les offensives dans les colonies tout en cherchant une victoire totale en Europe.
La guerre de Pitt en dehors de l'Europe est un grand succès. Si l'invasion de la Martinique échoue, celle de la Guadeloupe quelques mois plus tard est un succès. En Inde, une offensive française visant Madras a été repoussée. En Amérique du Nord, les troupes britanniques approchent du cœur du Canada français. Une force britannique menée par James Wolfe remonte le Saint-Laurent pour envahir le Québec. Après avoir échoué à percer les lignes françaises, Wolfe mène ses hommes à la victoire lors de la Bataille des plaines d'Abraham à l'ouest de la ville qui permet aux Britanniques d'entamer la conquête du Canada.
Choiseul a placé de grands espoirs dans une invasion de la Grande-Bretagne qui lui permettrait de sortir le Royaume-Uni de la guerre et de récupérer les colonies perdues. Les Français investissent beaucoup de ressources dans la construction d'une flotte d'invasion mais les défaites navales de Lagos et des Cardinaux forcent Choiseul à abandonner ses projets. L'autre grand espoir français de percer en Allemagne est déçu par la bataille de Minden. La Grande-Bretagne est victorieuse sur tous les fronts de la guerre et Pitt en reçoit les lauriers.

### 1760-61
La Grande-Bretagne achève la conquête du Canada en 1760 en prenant Montréal, ce qui met fin à la guerre sur le continent nord-américain. Le pouvoir de Pitt a atteint son apogée mais il est menacé. La situation politique intérieure est gravement altérée par la mort de Georges II en octobre 1760. Son petit-fils Georges III lui succède sur le trône. Ce dernier a considéré Pitt comme un allié mais n'apprécie pas son alliance avec Newcastle et l'intervention britannique en Allemagne. Le nouveau roi impose son favori Lord Bute au poste de Secrétaire d'État au Département du Nord. Bute soutient un retrait d'Allemagne et préfère mener la guerre contre la France sur mer et dans les colonies.
Les plans de Pitt pour une expédition en vue de capturer Belle-Île-en-Mer sont mis en application en avril 1761 et l'île tombe après un siège de deux mois. Cela porte un coup au moral français car il s'agit du premier territoire de France métropolitaine à être occupé. Pitt s'attend maintenant à ce que la France demande la paix même s'il se prépare à une guerre prolongée si nécessaire. Des émissaires sont envoyés mais aucun accord n'est trouvé. Le principal obstacle à la paix est le refus de Pitt de céder une partie de Terre-Neuve à la France et il déclare qu'il préférerait perdre l'usage de son bras droit plutôt que d'offrir une part aux Français et il avance plus tard qu'il préférerait céder la Tour de Londres plutôt que Terre-Neuve. Terre-Neuve possède en effet une valeur stratégique et économique inestimable du fait de l'importante industrie halieutique qui y est établie.
La guerre en Allemagne continue jusqu'en 1761 avec de nouvelles tentatives françaises pour battre Brunswick et envahir le Hanovre mais elles sont repoussées lors de la Bataille de Villinghausen. Pitt a fortement augmenté le nombre de soldats britanniques servant dans l'armée de Brunswick et il planifie de nouvelles attaques contre les Antilles françaises. Une stratégie qui, il espère, permettrait de pousser les Français à signer un traité de paix raisonnable.

## Démission

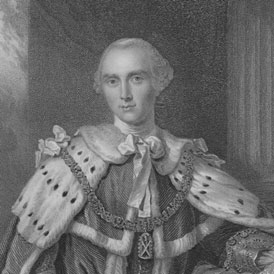
L'arrivée de Lord Bute aux affaires entre 1760 et 1762 influença grandement l'effort de guerre britannique. Comme le nouveau souverain, Bute privilégiait la fin de l'engagement britannique sur le continent.

Georges II meurt le 24 octobre 1760 et son petit-fils Georges III monte sur le trône. Le nouveau roi a tendance à considérer la politique suivant des considérations personnelles et a ses propres conseillers menés par Lord Bute. Bute rejoint rapidement le cabinet en tant que Secrétaire d'État au Département du Nord et Pitt et lui sont rapidement en désaccord sur beaucoup de sujets.
En 1761, Pitt reçoit des informations sur un accord secret selon lequel les Bourbons de France et l'Espagne s'uniraient dans une alliance offensive visant la Grande-Bretagne. L'Espagne s'inquiète de la montée en puissance du Royaume-Uni qui pourrait bien menacer son propre empire colonial. De même, ils considèrent que les Britanniques ont dispersé leurs efforts dans le monde entier et qu'ils pourraient s'emparer de possessions britanniques comme la Jamaïque. Une clause secrète précise que si la France et le Royaume-Uni sont toujours en guerre le 1er mai 1762, l'Espagne entrerait en guerre aux côtés de la France.
Pitt préconise une attaque préventive contre la marine espagnole et ses colonies en mettant l'accent sur la neutralisation du Galion de Manille qui rapatriait chaque année l'or et les ressources précieuses de l'Empire espagnol en Europe. Bute et Newcastle refusent de soutenir une telle action tout comme tout le cabinet, à l'exception de Temple, car ils craignent que l'agression britannique envers l'Espagne n'entrainent d'autres nations neutres à déclarer la guerre au Royaume-Uni. Pitt considère qu'il n'a pas d'autres choix que de quitter un cabinet où son opinion sur une question aussi importante est rejetée et il présente sa démission. La plupart de ses collègues se réjouissent secrètement de ce départ car ils craignaient que son influence et sa popularité ne soient une menace pour la Constitution. Le beau-frère de Pitt, George Grenville reçoit un poste important dans le gouvernement, ce qui met Pitt en colère car il pense que Grenville aurait dû démissionner avec lui. Pitt considère cela comme une trahison et il y a des tensions entre les deux hommes durant plusieurs années.
Après sa démission en octobre 1761, le roi conseille à Pitt d'accepter une marque de faveur royale. Ainsi, il obtient une pension de 3 000£ par an et sa femme Hester Grenville est élevée baronne de Chatham même si Pitt refuse d'accepter un titre pour lui-même. Pitt assure au roi qu'il ne se lancerait pas dans une opposition directe contre le gouvernement. Sa conduite après sa démission est marquée par sa modération et son désintéressement qui, comme Edmund Burke l'a remarqué, a « fait la marque de l'homme ». La guerre avec l'Espagne se révèle inévitable mais il ne profite pas de l'occasion pour critiquer le gouvernement de ne pas l'avoir écouté et parle en soutien aux mesures prises par le gouvernement pour mener la guerre contre l'Espagne.

### Traité de Paris
Pour un article plus général, voir Traité de Paris (1763).
Au cours des préliminaires à la paix signée en février 1763, Pitt offre une résistance indignée, considérant les termes comme inappropriés par rapport aux succès britanniques. Lorsque le traité est en discussion devant le parlement en décembre 1762, il prononce, malgré un violent accès de goutte un discours de trois heures interrompu à plusieurs reprises par la douleur dans lequel il proteste contre diverses clauses du traité. Celles-ci incluent la rétrocession des îles sucrières (mais la Grande-Bretagne conserve la Dominique), des comptoirs commerciaux en Afrique de l'Ouest, Pondichéry en Inde et l'accord de droits de pêche à Terre-Neuve. Selon Pitt, on laisse à la France la possibilité de devenir une nouvelle fois une menace pour la Grande-Bretagne tout en trahissant Frédéric II de Prusse.
Pitt considère la tâche inaccomplie et appelle à une dernière année de guerre qui permettrait d'écraser la puissance française pour de bon. Newcastle en revanche souhaite la paix à la condition que la guerre en Allemagne se termine sur une conclusion honorable et acceptable. Cependant, l'opposition combinée de Newcastle et de Pitt n'est pas suffisante et le traité est accepté avec une majorité confortable au parlement.
Il existe en effet de forts arguments en faveur de la paix. La dette nationale a pratiquement doublé au cours du conflit. Les dispositions prises pour rembourser cette dette et la disparition de la menace française au Canada sont décisives dans le déclenchement de la Guerre d'indépendance des États-Unis.
En 1763, il se déclare hostile à la taxe sur le cidre proposée par son beau-frère Georges Greenville. Cette opposition, quoique n'ayant pas abouti lui permet de conserver l'affection du peuple qui déteste l'accise. Lorsque l'année suivante, la question de la Writ of Assistance est soulevée parallèlement aux affaires révélées par John Wilkes, Pitt s'oppose vigoureusement à leur légalisation et défend une nouvelle fois la liberté de la presse. Au cours des années suivantes, il soutient la proposition de Charles Watson-Wentworth de rejeter le Stamp Act des Treize colonies en avançant qu'il est inconstitutionnel d'imposer des taxes sur les colonies. Il rallie donc la cause des colons contre le système de taxation en vigueur.

## L'Administration Pitt
En juillet 1766, Rockingham est démis et Pitt reçoit du roi la tâche de former un nouveau gouvernement selon sa volonté. Le résultat est un cabinet rassemblant des hommes de tout l'échiquier politique. Pitt choisit le poste de Lord du Sceau Privé, qui nécessite son élévation à la Chambre des lords et en aout, il devient comte de Chatham et vicomte Pitt. Son principe, « des mesures, pas des hommes » horrifie le roi auquel il propose de servir en « détruisant toutes les distinctions entre les partis ». Les problèmes auxquels devait faire face son gouvernement devait en effet être rapidement résolus : Le respect du Traité de Paris par la France et l'Espagne, les tensions avec les colonies américaines ou le statut de la Compagnie anglaise des Indes orientales. Ayant choisi pour lui-même la liberté d'un ministère sans portefeuille, en tant que Lord du Sceau Privé, il fait des nominations suivant le mérite et non selon des préférences partisanes. Charles Townshend devient Chancelier de l'Échiquier, Shelburne est nommé secrétaire d'État aux affaires américaines.
En acceptant une pairie, le « grand commoner » perd une bonne part de son soutien populaire. Ainsi en vue de sa probable accession au pouvoir, la Cité de Londres prévoyait un banquet et des illuminations générales pour fêter l'événement mais les célébrations sont annulées lorsqu'on apprend qu'il est devenu comte de Chatham. La révulsion instantanée de l'opinion publique est quelque peu excessive car la santé de Pitt est maintenant tellement affectée par la goutte qu'il semble être un vieillard alors qu'il n'a que 58 ans. Il semble donc naturel qu'il choisisse un poste calme. Mais une idole populaire souffre toujours de la perte de contact avec le peuple quelles que soient les raisons de cette perte.
L'une des premières décisions du cabinet est de mettre en place un embargo sur les céréales pour prévenir une disette résultant de la très mauvaise récolte de 1766. La mesure est violemment attaquée et Pitt fait son premier discours devant la Chambre des lords pour la défendre. C'est pratiquement la seule mesure promue par son gouvernement dans laquelle il s'implique personnellement. Il ne rencontre presque jamais ses collègues qui pourtant le pressent de les recevoir. Il refuse même une demande de rencontre avec le roi. Il est avancé par les critiques de l'époque que déçu de la perte d'affection du peuple et convaincu de l'impossibilité de pouvoir coopérer avec ses collègues, il aurait exagéré sa maladie comme prétexte à l'inaction.
Mais il n'existe pas de raisons de penser qu'il était, comme ses collègues le présentaient, profondément inapte pour le poste. Il semble avoir été libéré des affres de la goutte uniquement pour souffrir de troubles mentaux qui le poussent au bord de la folie. Il s'agit de la réponse la plus logique à sa profonde indifférence au moment d'un des problèmes les plus graves auquel ait été confronté un homme d'État britannique. Cependant, il est presque certain qu'aucune politique menée après 1766 n'aurait pu prévenir la Déclaration d'indépendance des États-Unis mais si un homme avait pu apaiser la colère grandissante des colons et empêcher la dislocation de l'Empire, cela aurait certainement été William Pitt.
Le fait est que non seulement il ne fait rien pour résoudre les problèmes existants mais il reste également passif lorsque ses collègues prennent les décisions fatales qui mènent au soulèvement des colonies, ce qui prouve sa complète incapacité. Avec sa maladie, ses opposants reprennent confiance et parmi ses amis, Shelburne et Amherst sont poussés à la démission par l'hostilité grandissante du roi et de ses conseillers vis-à-vis d'une politique d'apaisement avec les colonies. En octobre 1768, Pitt offre sa démission pour raison de santé.

## Fin de vie

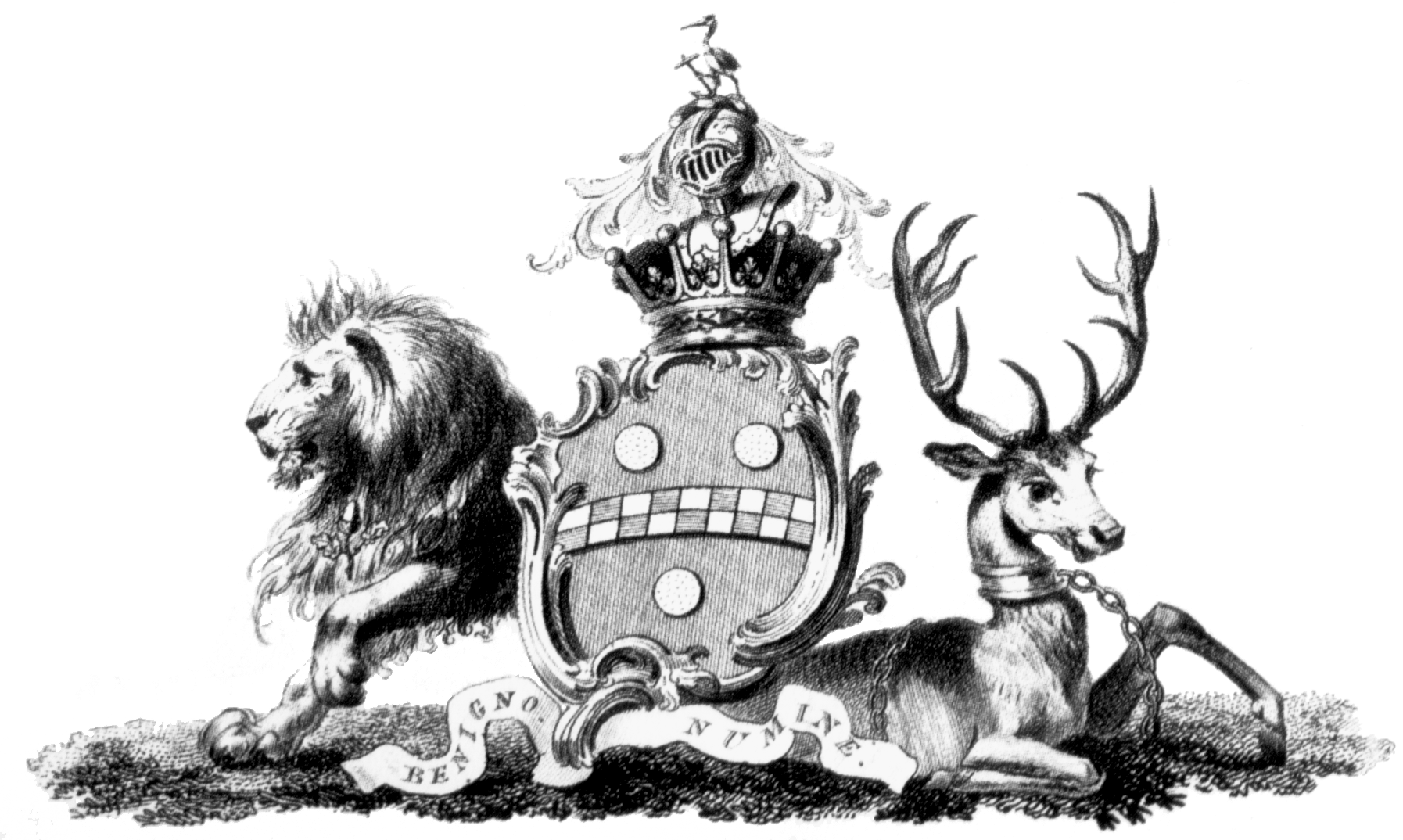
Armes de la famille Pitt. Le blason de la famille a servi de modèle pour celui de la ville de Pittsburgh et de son université.

Peu après sa démission, un accès de goutte libère Pitt de la maladie mentale dont il souffre. Il a passé près de deux ans et demi en isolement avant de réapparaitre en public en juillet 1769 à l'occasion d'une réception royale. Ce n'est cependant pas avant 1770 qu'il retrouve son siège à la Chambre des lords.

### Crise des Falklands
L'année où l'Espagne et le Royaume-Uni s'opposent dans la crise des Falklands et sont au bord de la guerre, Pitt est un avocat déterminé d'une ligne dure envers Madrid et Paris (comme il l'a été lors de la crise corse quand la France avait envahi les îles) et fait de nombreux discours sur le sujet pour réveiller l'opinion publique. Le gouvernement de Lord North est poussé vers une ligne plus dure et mobilise la marine pour faire reculer l'Espagne. Certains ont cru que la crise était suffisante pour permettre à Pitt de redevenir premier ministre. Cependant, cette crise permet de renforcer la position de North qui domine la vie politique britannique jusqu'en 1782.

### Guerre d'Indépendance américaine
Pour un article plus général, voir Guerre d'indépendance des États-Unis.
Lorsqu'il réalise la gravité de la situation en Amérique, Pitt défend avec ardeur la cause des colons en demandant l'arrêt de la taxation sans représentation au parlement et la reconnaissance du congrès continental. Les avertissements de Pitt sont ignorés et en janvier 1775, la Chambre des lords rejette sa loi de réconciliation. Après le déclenchement des hostilités, il avertit que les colonies ne pourraient pas être reprises.

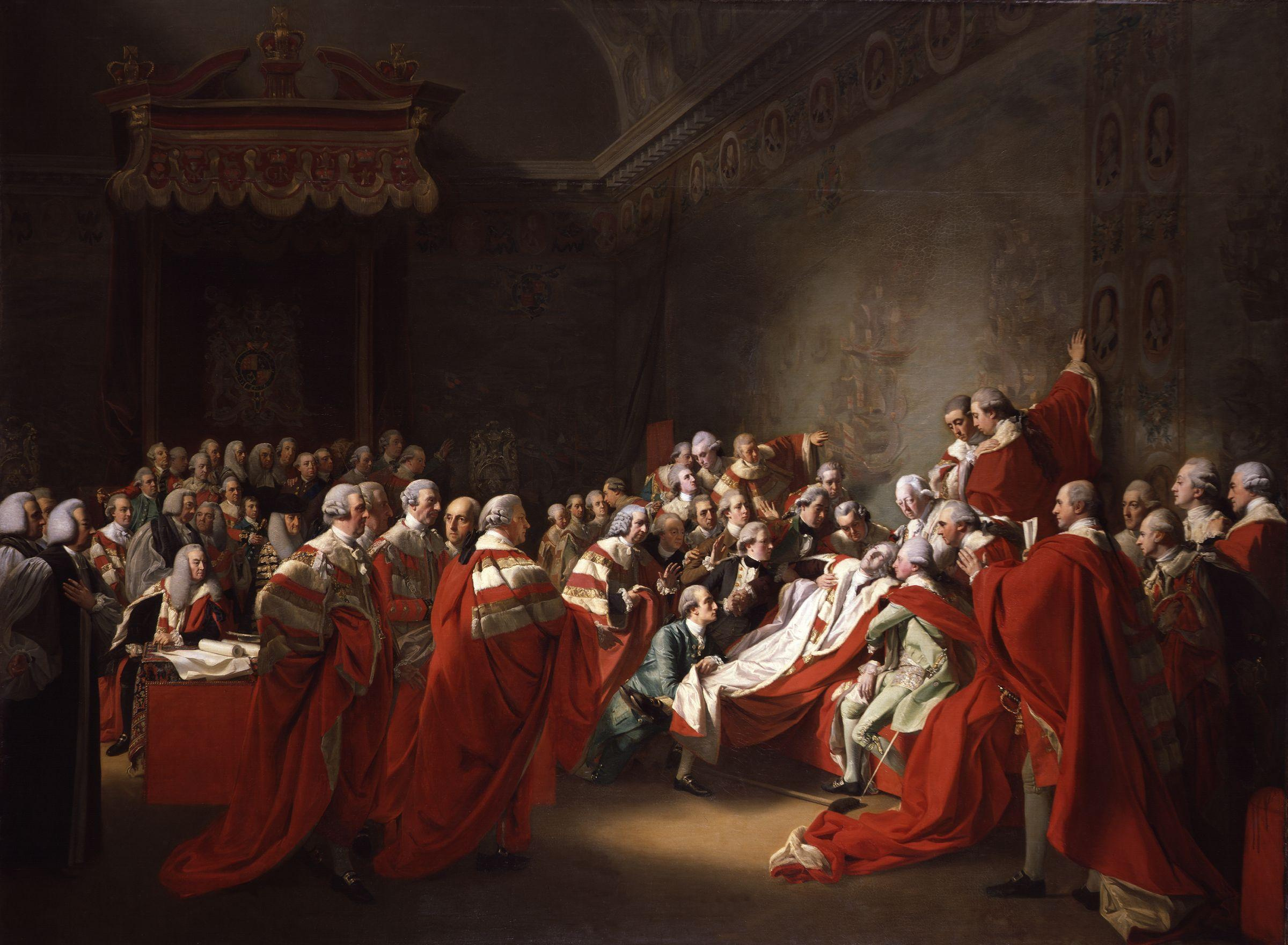
La mort du comte de Chatham à la Chambre des lords, 7 avril 1778. Peinture de John Singleton Copley, 1779-80.

Pitt est maintenant isolé car beaucoup lui reprochent de ne pas avoir formé d'alliance avec Rockingham. Cependant son éloquence toujours aussi puissante n'a pas évolué et est dirigée contre la gestion gouvernementale des affaires américaines. Sa dernière apparition à la Chambre des lords a lieu le 7 avril 1778, à l'occasion de la demande du duc de Richmond adressée au roi de faire la paix avec les Américains à n'importe quel prix.
En face des démonstrations hostiles de la France, les différents partis se sont mis d'accord sur la nécessité d'une telle mesure. Mais Pitt ne peut pas accepter une telle soumission à l'ennemi héréditaire et il défend son point de vue durant un temps considérable malgré une ardeur diminuée. Après que le duc de Richmond a répliqué, il se lève comme pour parler, place sa main sur sa poitrine et s'effondre. Ses derniers mots auraient été : « My Lords, tout état est meilleur que le désespoir ; Si nous devons tomber, tombons en hommes ». Cependant James Harris rapporte que Lord Nugent lui aurait confié que les derniers mots de Pitt auraient été : « Si les Américains défendent l'indépendance, ils me trouveront en travers de leur chemin » et que ses dernières paroles (adressées à son fils John) auraient été : « Laissez votre père mourant et allez à la défense de la nation ».

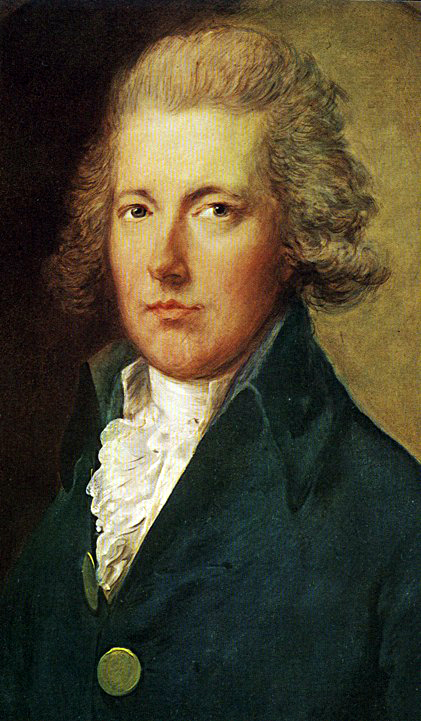
William Pitt le Jeune devint premier ministre à l'âge de 24 ans et mena la Grande-Bretagne durant plus de vingt ans.

Pitt est emmené à Hayes (une ville dans le comté de Kent qui est aujourd'hui dans le borough londonien de Bromley) où son fils William lui lit l'Illiade et le passage relatant la mort d'Hector. Pitt meurt le 11 mai 1778. Il est d'abord enterré à Hayes mais les différents partis se rassemblent pour exprimer leur émotion et les Communes demandent au roi que l'homme d'État soit inhumé avec les honneurs de funérailles nationales. Une somme d'argent est accordée pour la construction d'un monument qui est érigé dans l'Abbaye de Westminster. Peu après les funérailles, une loi est votée qui accorde une pension de 4 000£ par an à ses successeurs. Il a trois fils et deux filles et son second fils William va encore ajouter du lustre à l'un des plus grands noms de l'histoire britannique.

## Héritage
Samuel Johnson aurait déclaré que « Walpole était un ministre donné par le roi au peuple mais Pitt était un ministre donné par le peuple au roi ». En effet, William Pitt fut le premier ministre dont la force principale reposait dans le peuple et non au parlement où ses partisans furent peu nombreux. Il fut le premier à comprendre que l'opinion publique, bien que lente à se former et à agir, était en définitive la force la plus importante de l'État ; et il fut le premier à l'exploiter tout au long de sa carrière.
S'il n'était pas exempt de défauts comme l'arrogance, ceux-ci n'étaient connus que par le cercle proche de ses collaborateurs. Aux yeux du peuple, il était un homme d'État qui avait le talent de transmettre son inépuisable énergie à ses subordonnés. S'il tient sa place parmi les grands hommes d'État britanniques, c'est en grande partie grâce à sa politique étrangère volontaire et ambitieuse qui tranche avec son influence très limitée dans les affaires intérieures du pays.

### Lieux nommés en son honneur
États-Unis
- Comté de Chatham (Géorgie)
- Comté de Pitt (Caroline du Nord)
- Comté de Chatham (Caroline du Nord)
- Pittsboro (Caroline du Nord)
- Pittsburgh (Pennsylvanie)
- Pittsfield (Massachusetts)
- Comté de Pittsylvania (Virginie)

Canada
- Lac William, Québec
- Brownsburg-Chatham, Québec.

Équateur
- Île Chatham, Îles Galápagos